# Cantique sanglant
Cantique sanglant (titre original : Blood Canticle) est un roman d'Anne Rice paru en 2003 dans lequel se rencontrent les nouveaux personnages de son précédent roman Le Domaine Blackwood et ceux, plus anciens, issus des Chroniques des vampires et de le Saga des sorcières Mayfair.
Le style de ce livre rompt littéralement avec le style des autres ouvrages d'Anne Rice. Ceci, ainsi que le déroulement de l'histoire, a provoqué de grandes divergences au sein de l'opinion des fans.

## Résumé
Lestat est le plus puissant des vampires, vieux de deux siècles, extrêmement beau dont l'apparence est celle d'un homme de vingt ans. Lestat le Magnifique ne veut incarner le mal. Il veut faire le bien. Sauver des millions d'âmes. Renverser le cours de l'histoire. Dans sa quête éperdue de rédemption, il est prêt à tout.
Mais n'est pas saint qui veut. Au domaine Blackwood, amis ou ennemis, des personnages mythiques s'agitent autour de lui : Mona Mayfair, devenue vampire malgré elle, le mystérieux Ash Templeton âgé de 5000 ans. Julien Mayfair, l'impitoyable tourmenteur. Et Rowan Mayfair, la sorcière, en proie à de sombres secrets, au bord de la folie, qui fascine irrésistiblement Lestat.
Lui qui était le mal en personne n'a plus qu'un désir : quels que soient les risques, vaincre sa nature pour atteindre à la pureté, et surtout, gagner le cœur de l’envoûtante et insaisissable Rowan.